# Karosa C 734
Le Karosa C 734 est un autocar scolaire et interurbain produit par le fabricant de bus tchèque Karosa de 1981 à 1997. Il fait partie de la Série 700 de la marque.

## Historique

### Prototype
Seulement deux exemplaires seront fabriqués uniquement. Construit en 1975, ils seront nommés C3 et C4. Les C1 et C2 étant des C 733.

### Phase I
Il sera fabriqué et commercialisé de 1981 à 1991.

### Phase II
Il sera fabriqué et commercialisé de 1991 à 1997. Les phares avant seront redessinées et l'éclairage intérieur modifié à partir de 1992.

## Désignation du modèle
- C = interurbains (autocars).

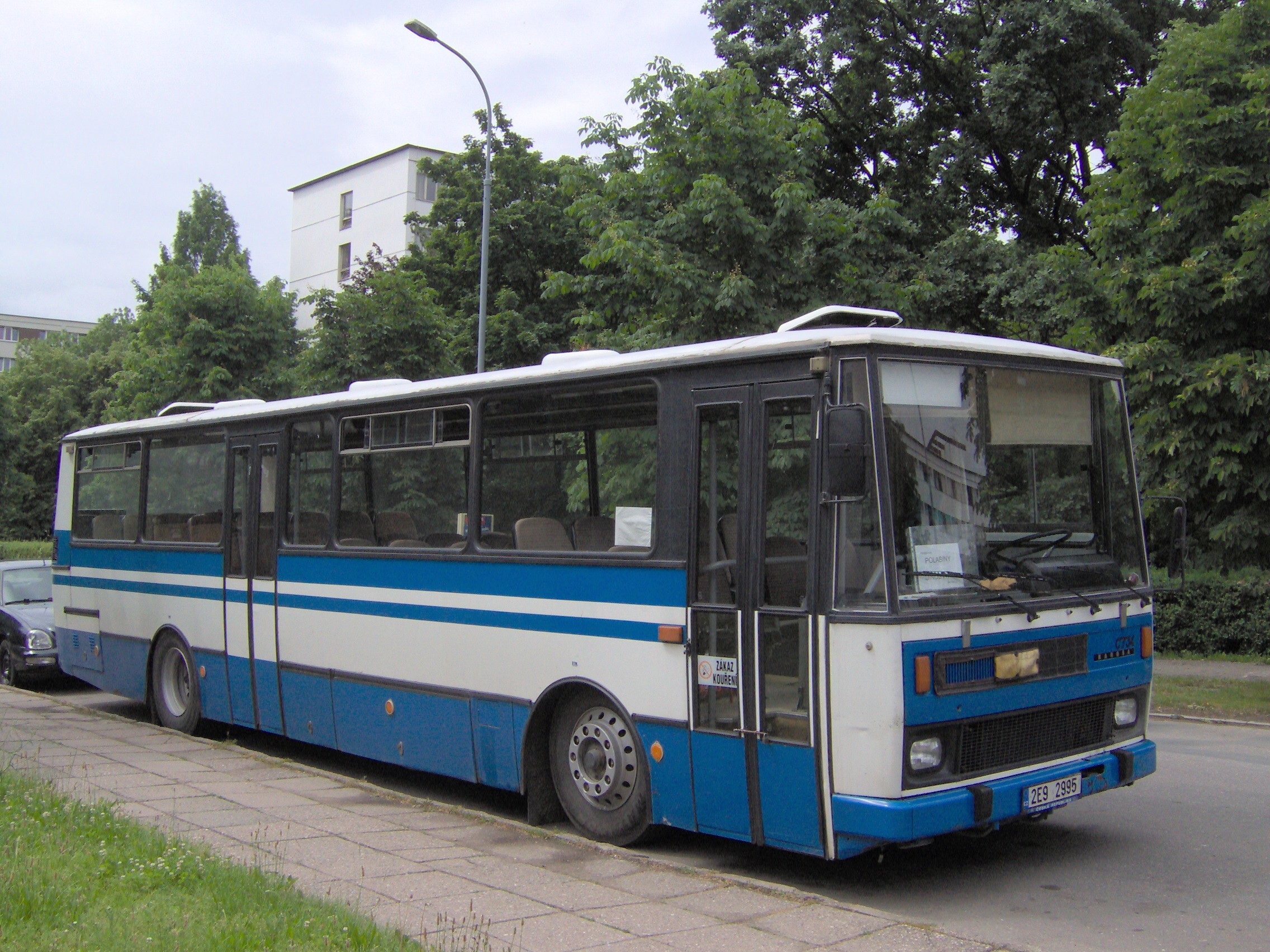
Karosa C 734 Phase II

- 7 = numéro de la succursale (la nomenclature de produits d'ingénierie) du bus.
- 3 = longueur : environ 11 m.
- 4 = type du distance et boîte de vitesses : longue distance avec une transmission manuelle.

## Les différentes versions

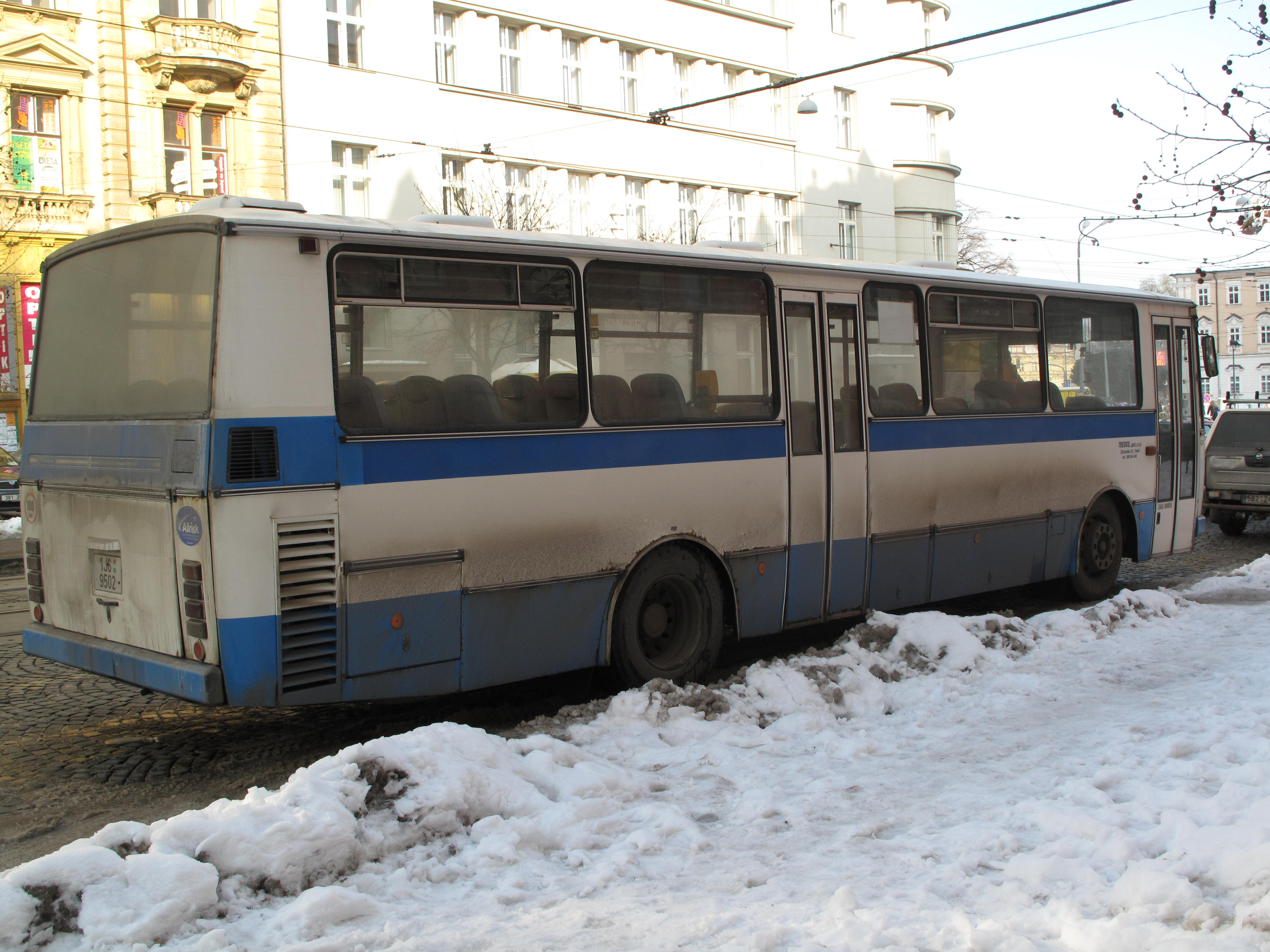
Vue arrière

- B 734 (1975 / 1981 - 1997)
  - C3 (1975) : prototype. - Photo d'un B 734 C3
  - C4 (1975) : prototype. - Photo d'un B 734 C4
  - B 741.00 (1981 - 1989) :
  - B 741.03 (1985 - 1986) :
  - B 741.20 (1986 - 1992) :
  - B 741.21 (1987 - 1988) :
  - B 741.22 (1986 - 1987) :
  - B 741.23 (1986 - 1987) :
  - B 741.24 (1987 - 1988) :
  - B 741.40 (1986 - 1992) :
  - B 741.1340 (1989 - 1997) :
  - B 741.1341 (1990 - 1991) :
  - B 741.1343 :
  - B 741.1345 (1994 - 1995) :
  - B 741.1360 :
- C 733 (1973 - 1974) : prototypes du C 734 équipés d'une boite de vitesses automatique (2 exemplaires seulement nommé C1 et C2).
- C 735 (1992 - 1997) : version longue distance du C 734 équipés d'une boîte de vitesses manuelle et un plus grand espace de bagages.
- C 744 (1983 – 1992) : version articulée du C 734 équipés d'une boite de vitesses automatique uniquement.

## Caractéristiques

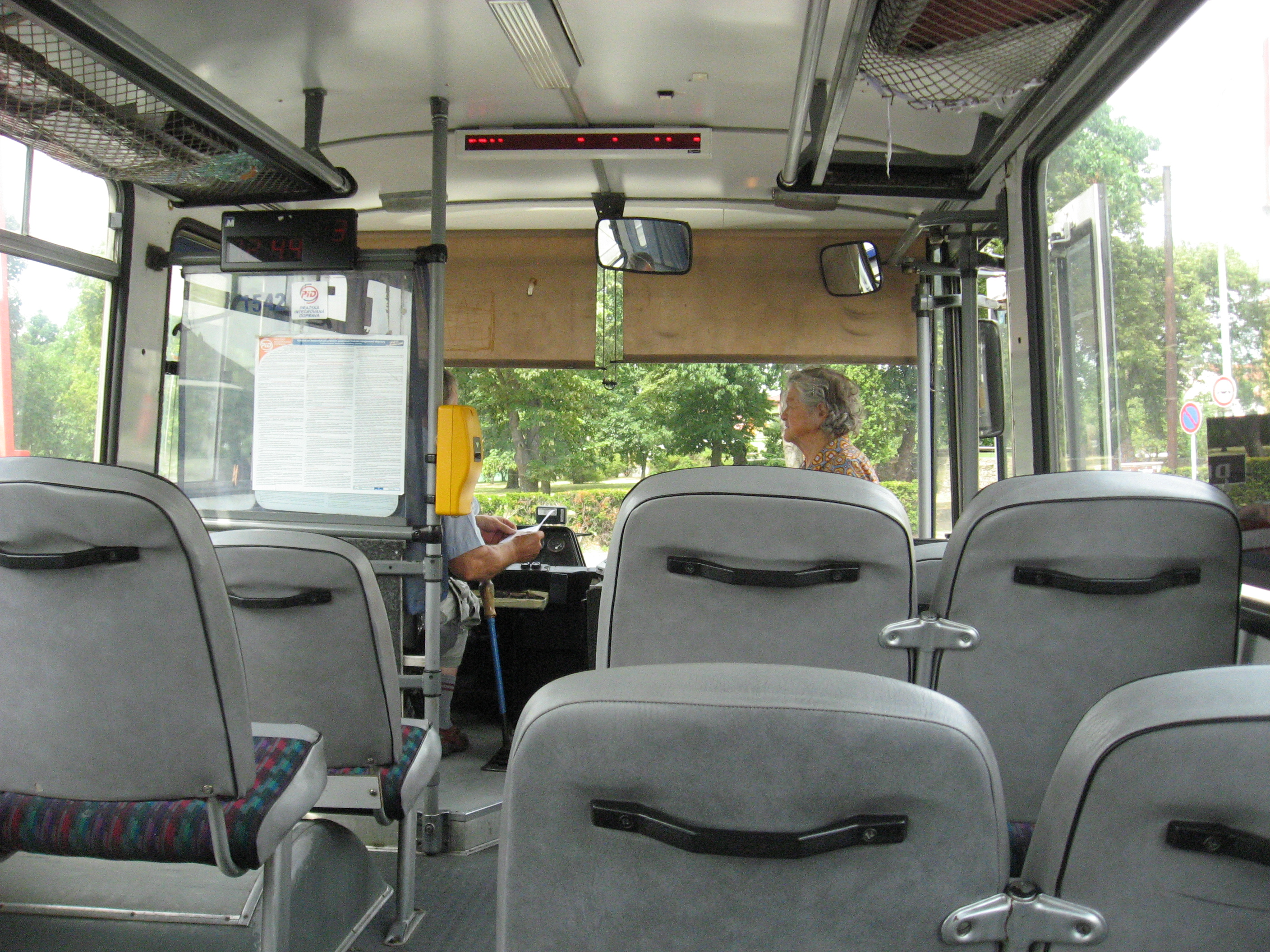